# 八月四日政權
八月四日政權（希臘語：Καθεστώς της 4ης Αυγούστου）是希臘王國首相扬尼斯·梅塔克萨斯建立的獨裁政權，也是希臘王國的歷史時代之一。该政权始于梅塔克萨斯在1936年8月4日發動政變，后因納粹德國、義大利王國和保加利亞王國入侵希臘而崩潰。